# منطق التأثير
منطق التأثير عبارة عن مفهوم تم تقديمه في عام 1988 على يد لوك سيومبي، فيما يتعلق بالهدايا، وهو يلقي الضوء على التفاعل بين التفكير والمشاعر. وهو ينص على أن التأثير والاستعراف، أو المشاعر والتفكير، يتفاعل بشكل مستمر مع النشاط الآخر في الشبكة القشرية. وقد قام سيومبي بتطوير هذا الحساب النظري لغرض فهم الإضراب النفسي المعروف باسم الفصام.
وقد تم توجيه الانتقاد إلى مفهوم سيومبي لمنطق التأثير في بعض المراجعات التالية لكونه لا يمكن اختباره، وبالتالي، لكونه مفهومًا نظريًا فقط.
وفي علم الاجتماع، يستخدم هذا المفهوم لفهم عقليات المتطرفين ولنقد نظرية الأنظمة المتعلقة بعلم الاجتماع والخاصة بنيكلاس لومان.

## وصلات خارجية
- Introduction into the Concept of Affect-Logic

1. ↑  Spitzer, M., 1993. [untitled]. Noûs 27, 269–271.
2. ↑  [وصلة مكسورة], Lieberman, Stewart. International Journal of Social Psychiatry. 35(3). 1989 "نسخة مؤرشفة". مؤرشف من الأصل في 2020-01-10. اطلع عليه بتاريخ 2020-05-26.{{استشهاد ويب}}:  صيانة الاستشهاد: BOT: original URL status unknown (link)